# Acacia prainii
Acacia prainii är en ärtväxtart som beskrevs av Joseph Henry Maiden. Acacia prainii ingår i släktet akacior, och familjen ärtväxter. Inga underarter finns listade i Catalogue of Life.